# 第16方面軍 (日本軍)
第16方面軍（だいじゅうろくほうめんぐん）は、大日本帝国陸軍の方面軍の一つ。

## 沿革
第二次世界大戦末期、絶対国防圏の要石とされたサイパンを失い、レイテ戦に失敗し、大本営は1945年（昭和20年）1月20日に本土（北海道、本州、四国、沖縄を除く九州）の維持を作戦目的とした「帝国陸海軍作戦計画大綱」を決定、本土に於ける軍の編制を根本的に改めた。
第16方面軍は同年2月6日に、主に九州方面を作戦地域として編成され、当初は防衛総司令部の指揮下、その後4月8日には新設の第2総軍の指揮下に入り、連合国軍との本土決戦に備えたが、交戦することなしに日本軍の無条件降伏となった。
なお、第16方面軍司令官は西部軍管区司令官を兼ね、軍管区司令官としては天皇に直隷した。また、参謀長、参謀副長も、西部軍管区のそれを兼ねた。

## 基本情報
- 通称号：睦
- 編成時期：1945年（昭和20年）2月1日
- 最終位置：福岡県二日市
- 最終上級部隊：第2総軍

## 第16方面軍の人事

### 司令官
- 横山勇中将（陸士21期）：1945年（昭和20年）2月1日 -

### 参謀長
- 芳仲和太郎中将（陸士27期）：1945年（昭和20年）2月1日 - 5月3日
- 稲田正純中将（陸士30期）：1945年（昭和20年）5月3日 -

### 参謀副長
- 福島久作大佐（陸士32期）：1945年（昭和20年）2月1日 - 6月1日
- 友森清晴大佐（陸士34期）：1945年（昭和20年）6月1日 -

### 終戦時
- 司令官：横山勇中将
- 参謀長：稲田正純中将
- 参謀副長：友森清晴大佐
- 高級参謀：穐田弘志大佐
- 兵務部長：奈良晃中将
- 兵器部長：田村清一大佐[1]
- 経理部長：谷端直主計少将
- 軍医部長：堀内清真軍医少将
- 獣医部長：草野清茂獣医大佐
- 法務部長：伊藤章信法務少将

## 終戦時の隷下部隊
- 第40軍：中沢三夫中将[2]
  - 第146師団：坪島文雄中将[2]
  - 第303師団：石田栄熊中将[3]
  - 独立混成第125旅団：倉橋尚少将[3]
  - 第4砲兵司令部：藤山朝章少将[4]

- 第56軍：七田一郎中将[3]
  - 第145師団：小原一明中将[5]
  - 第312師団：多田保中将[6]
  - 第351師団：藤村謙中将[6]
  - 独立戦車第4旅団：生駒林一大佐[7]
  - 第6砲兵司令部：井原茂次郎少将[5]
  - 壱岐要塞司令部：千知波幸治少将[5]
  - 下関要塞司令部：永野叢人中将[5]

- 第57軍：西原貫治中将[7]
  - 第86師団：芳仲和太郎中将[8]
  - 第154師団：二見秋三郎少将[9]
  - 第156師団：樋口敬七郎中将[9]
  - 独立混成第98旅団：黒須源之助少将[9]
  - 独立混成第109旅団：千田貞雄中将[10]
  - 独立戦車第5旅団：高沢英輝大佐[10]
  - 独立戦車第6旅団：松田哲人大佐[10]
  - 第1砲兵司令部：竹田政一少将[7]
  - 第3工兵隊司令部：金井満少将[7]
  - 第7野戦輸送司令部：椎橋侃二少将[11]

- 第25師団：加藤怜三中将[12]
- 第57師団：矢野政雄中将[13]
- 第77師団：中山政康中将[13]
- 第206師団：岩切秀中将[14]
- 第212師団：桜井徳太郎中将[15]
- 第216師団：中野良次中将[15]
- 高射第4師団：伊藤範治中将[16]
- 独立混成第64旅団（第32軍司令部の壊滅のため、奄美群島守備のまま第10方面軍より転籍）：高田利貞少将[15]
- 独立混成第107旅団：久世弥三吉少将[17]
- 独立混成第118旅団：内山隆道予備役少将[18]
- 独立混成第122旅団：谷口元治郎予備役中将[19]
- 独立混成第126旅団：林勇蔵少将[16]
- 対馬要塞司令部：長瀬武平中将[12]
- 独立山砲兵第18連隊：行方正一大佐[20]
- 独立重砲兵第9大隊：小沢弥少佐[20]
- 第11工兵隊司令部：森本歓治大佐[20]
- 独立工兵第89大隊[20]
- 独立工兵第123大隊[20]
- 独立工兵第124大隊[20]
- 第16方面軍通信隊[20]
- 第3通信隊司令部：尾崎盛義大佐[20][12]
- 電信第7連隊：藤田博少佐[12]
- 電信第52連隊：梅北兼光中佐[12]
- 海上挺進第31戦隊：田中外三郎少佐[12]
- 海上挺進第32戦隊：速見綱一少佐[12]
- 海上挺進第33戦隊：坂口景美大尉[12]
- 海上挺進第34戦隊：西山定大尉[12]
- 海上挺進第35戦隊：田村一大尉[12]
- 海上挺進第36戦隊：伊藤重信大尉[12]
- 海上挺進第37戦隊：梅田恒男大尉[12]
- 海上挺進第38戦隊：山下作男大尉[12]
- 独立歩兵第433大隊[12]
- 独立歩兵第434大隊[12]
- 独立歩兵第435大隊[12]
- 第9野戦輸送司令部：河合豊大佐[12]
- 独立自動車第56大隊[12]
- 独立自動車第84大隊：橋本正勝少佐[12]
- 海上輸送第27大隊[12]
- 海上輸送第28大隊[12]
- 海上輸送第30大隊[12]
- 第50野戦道路隊[12]
- 第16野戦勤務隊本部[12]
- 第8建築隊本部：小原秀憲主計中佐[12]
- 第119兵站病院[12]
- 徳之島陸軍病院[12]